# Saint-Babel
Saint-Babel település Franciaországban, Puy-de-Dôme megyében. Lakosainak száma 942 fő (2022. január 1.). Saint-Babel Aulhat-Flat, Manglieu, Orbeil, Pignols, Sallèdes, Vic-le-Comte és Yronde-et-Buron községekkel határos.

## Népesség
A település népessége az elmúlt években az alábbi módon változott:
| Lakosok száma | 929  | 947  | 980  | 944  | 940  | 935  | 933  | 933  | 942  |
|               | 2013 | 2015 | 2016 | 2017 | 2018 | 2019 | 2020 | 2021 | 2022 |